# Tom und das Erdbeermarmeladebrot mit Honig/Episodenliste
Diese Liste enthält alle 52 Episoden der deutschen Animationsserie Tom und das Erdbeermarmeladebrot mit Honig, die zwischen 2005 und 2012 veröffentlicht wurden.

## Übersicht
| Staffel | Episodenanzahl | Erstausstrahlung Deutschland | Erstausstrahlung Deutschland |
| Staffel | Episodenanzahl | Staffelpremiere              | Staffelfinale                |
| ------- | -------------- | ---------------------------- | ---------------------------- |
| 1       | 13             | 11. November 2005            | 30. Dezember 2005            |
| 2       | 13             | 5. Oktober 2008              | 28. Dezember 2008            |
| 3       | 13             | 24. April 2011               | 6. Mai 2011                  |
| 4       | 13             | 10. April 2012               | 20. April 2012               |

## Staffel 1
Die erste Staffel der Serie enthält 13 Episoden, die zwischen dem 11. November 2005 und dem 30. Dezember 2005 beim Sender KI.KA ausgestrahlt wurden.
| Nummer (Gesamt) | Nummer (Staffel) | Originaltitel                 | Erstausstrahlung (Deutschland) |
| --------------- | ---------------- | ----------------------------- | ------------------------------ |
| 1               | 1                | Tom & die Erdbeermaus         | 11. November 2005              |
| 2               | 2                | Tom macht schlapp             | 14. November 2005              |
| 3               | 3                | Tom & das arme kleine Mädchen | 15. November 2005              |
| 4               | 4                | Tom bei seiner Mama           | 16. November 2005              |
| 5               | 5                | Tom & das Schwein vom Müller  | 17. November 2005              |
| 6               | 6                | Tom ohne Brille               | 18. November 2005              |
| 7               | 7                | Tom im Wald                   | 21. November 2005              |
| 8               | 8                | Tom wird dick                 | 22. November 2005              |
| 9               | 9                | Tom & der nette Mann          | 23. November 2005              |
| 10              | 10               | Tom im All                    | 24. November 2005              |
| 11              | 11               | Tom & der Herr Doktor         | 25. November 2005              |
| 12              | 12               | Tom & der Frosch              | 28. November 2005              |
| 13              | 13               | Toms besonderer Tag           | 30. Dezember 2005              |

## Staffel 2
Die zweite Staffel der Serie enthält 13 Episoden, die zwischen dem 5. Oktober 2008 und dem 28. Dezember 2008 beim Sender KI.KA ausgestrahlt wurden.
| Nummer (Gesamt) | Nummer (Staffel) | Originaltitel                    | Erstausstrahlung (Deutschland) |
| --------------- | ---------------- | -------------------------------- | ------------------------------ |
| 14              | 1                | Tom auf heisser Spur             | 5. Oktober 2008                |
| 15              | 2                | Tom & Luisa die Kuh              | 12. Oktober 2008               |
| 16              | 3                | Tom im Brunnen                   | 19. Oktober 2008               |
| 17              | 4                | Tom & die nette Familie          | 26. Oktober 2008               |
| 18              | 5                | Tom im Urlaub                    | 2. November 2008               |
| 19              | 6                | Tom im Regen                     | 9. November 2008               |
| 20              | 7                | Tom & der Gurkenkaiser           | 16. November 2008              |
| 21              | 8                | Tom reimt                        | 23. November 2008              |
| 22              | 9                | Tom sucht das Schwein vom Müller | 30. November 2008              |
| 23              | 10               | Tom bei Nacht                    | 7. Dezember 2008               |
| 24              | 11               | Tom wartet                       | 14. Dezember 2008              |
| 25              | 12               | Toms Band                        | 21. Dezember 2008              |
| 26              | 13               | In Toms Kopf                     | 28. Dezember 2008              |

## Staffel 3
Die dritte Staffel der Serie enthält 13 Episoden, die zwischen dem 24. April 2011 und dem 6. Mai 2011 beim Sender KI.KA ausgestrahlt wurden.
| Nummer (Gesamt) | Nummer (Staffel) | Originaltitel                 | Erstausstrahlung (Deutschland) |
| --------------- | ---------------- | ----------------------------- | ------------------------------ |
| 27              | 1                | Tom & die dicke Luisa die Kuh | 2. Mai 2011                    |
| 28              | 2                | Tom & die Ameisen             | 26. April 2011                 |
| 29              | 3                | Tom schrumpft                 | 27. April 2011                 |
| 30              | 4                | Tom & Buba                    | 28. April 2011                 |
| 31              | 5                | Tom Tom                       | 29. April 2011                 |
| 32              | 6                | Tom & das Krokodil            | 25. April 2011                 |
| 33              | 7                | Tom a Mambalamba Brombo Hongo | 30. April 2011                 |
| 34              | 8                | Tom rechnet                   | 3. Mai 2011                    |
| 35              | 9                | Tom wächst                    | 6. Mai 2011                    |
| 36              | 10               | Tom ist doof                  | 4. Mai 2011                    |
| 37              | 11               | Tom & der Streit              | 5. Mai 2011                    |
| 38              | 12               | Tom am Abend                  | 24. April 2011                 |
| 39              | 13               | Tom & das Froschfest          | 6. Mai 2011                    |

## Staffel 4
Die vierte Staffel der Serie enthält 13 Episoden, die zwischen dem 10. April 2012 und dem 20. April 2012 beim Sender KI.KA ausgestrahlt wurden.
| Nummer (Gesamt) | Nummer (Staffel) | Originaltitel           | Erstausstrahlung (Deutschland) |
| --------------- | ---------------- | ----------------------- | ------------------------------ |
| 40              | 1                | Tom & Bongo             | 11. April 2012                 |
| 41              | 2                | Toms Papa               | 14. April 2012                 |
| 42              | 3                | Tom & der Schluckauf    | 20. April 2012                 |
| 43              | 4                | Tom auf dem Wasser      | 15. April 2012                 |
| 44              | 5                | Tom & Marvin            | 12. April 2012                 |
| 45              | 6                | Tom und die Perücke     | 18. April 2012                 |
| 46              | 7                | Toms Papas Papagei      | 17. April 2012                 |
| 47              | 8                | Tom & die Bienenkönigin | 13. April 2012                 |
| 48              | 9                | Tom im Loch             | 16. April 2012                 |
| 49              | 10               | Tom fischt              | 14. April 2012                 |
| 50              | 11               | Toms Ballonfahrt        | 11. April 2012                 |
| 51              | 12               | Tom tanzt               | 10. April 2012                 |
| 52              | 13               | Wo ist Tom?             | 19. April 2012                 |